# Eldslandets nationalpark
Eldslandets nationalpark (spanska: Parque Nacional Tierra del Fuego) är en 630 kvadratkilometer stor argentinsk nationalpark belägen mellan Ushuaia och den chilenska gränsen på Isla Grande de Tierra del Fuego i ögruppen Eldslandet i sydligaste Sydamerika. Nationalparken består av en kuststräcka längs Beaglekanalen som innehåller en dramatisk miljö med både berg, klippor, glaciärer, vattenfall och delar av världens sydligaste skogar. I nationalparken finns också slutpunkten för det argentinska vägnätet såväl som Pan-American Highway.

## Flora och fauna
Parken innehåller en del av världens sydligaste skog, och lövskogar innehåller flera olika trädsorter som ñire, lenga och coihue. På träden finns de små ätbara svamparna, indianbröd (Cyttaria darwinii).

## Turism
Stora delar av parken är stängd för turister för att skydda den värdefulla naturen men det finns ett antal vandringsleder, speciellt längs kusten och det ordnas guidade turer i parken. Vattnet utanför i de relativt skyddade vikarna är också populära för kanotturer. Parken kan lätt nås med minibussar från Ushuaia eller med världens sydligaste tåg, Tren del Fin del Mundo (ungefär: tåget till världens ände), en restaurerad museijärnväg som tidigare förband Ushuaia med ett fängelse.

## Bilder

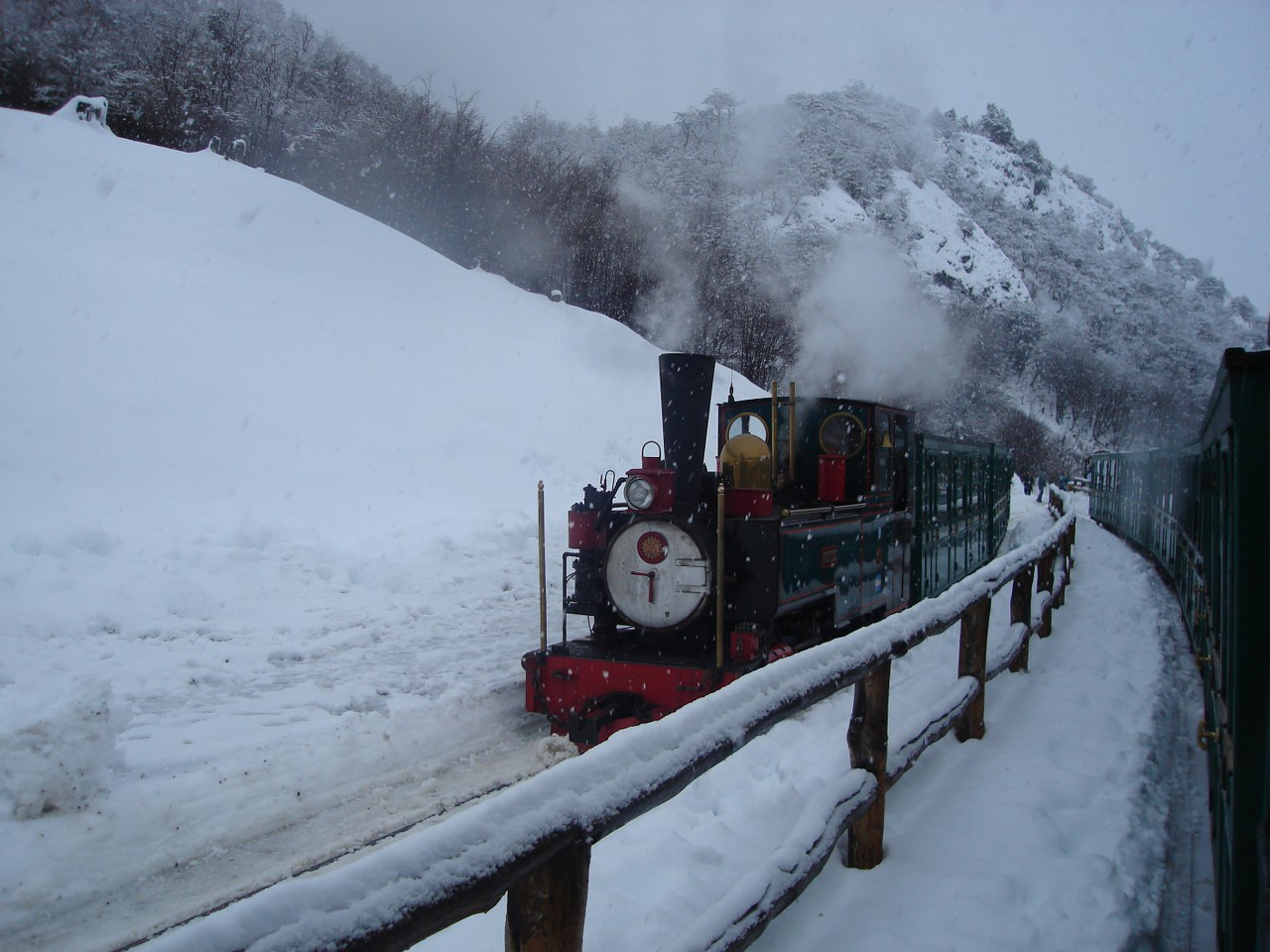
Den gamla järnvägen är numera öppen för turisttrafik.
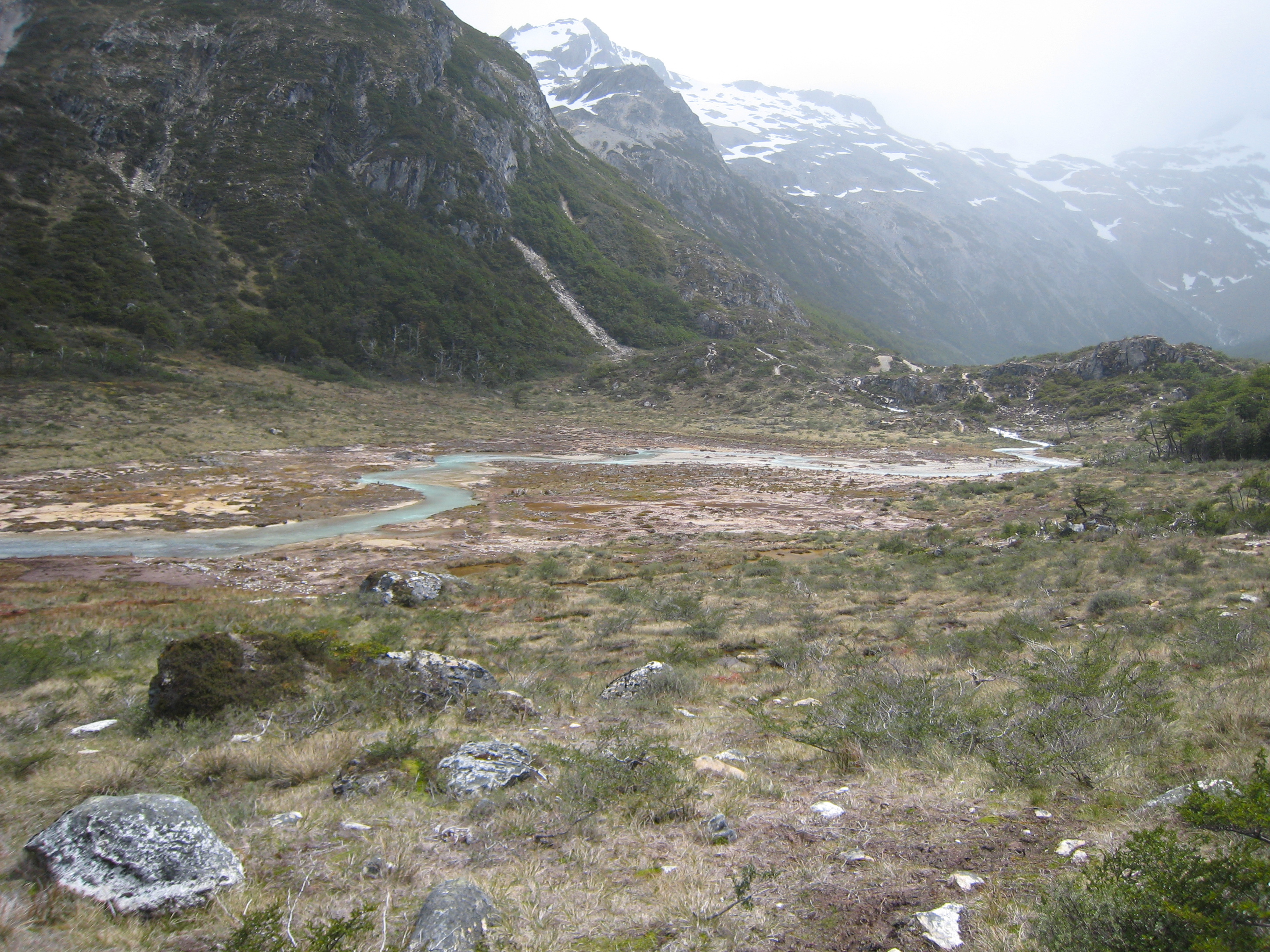
Nära Laguna Esmeralda.
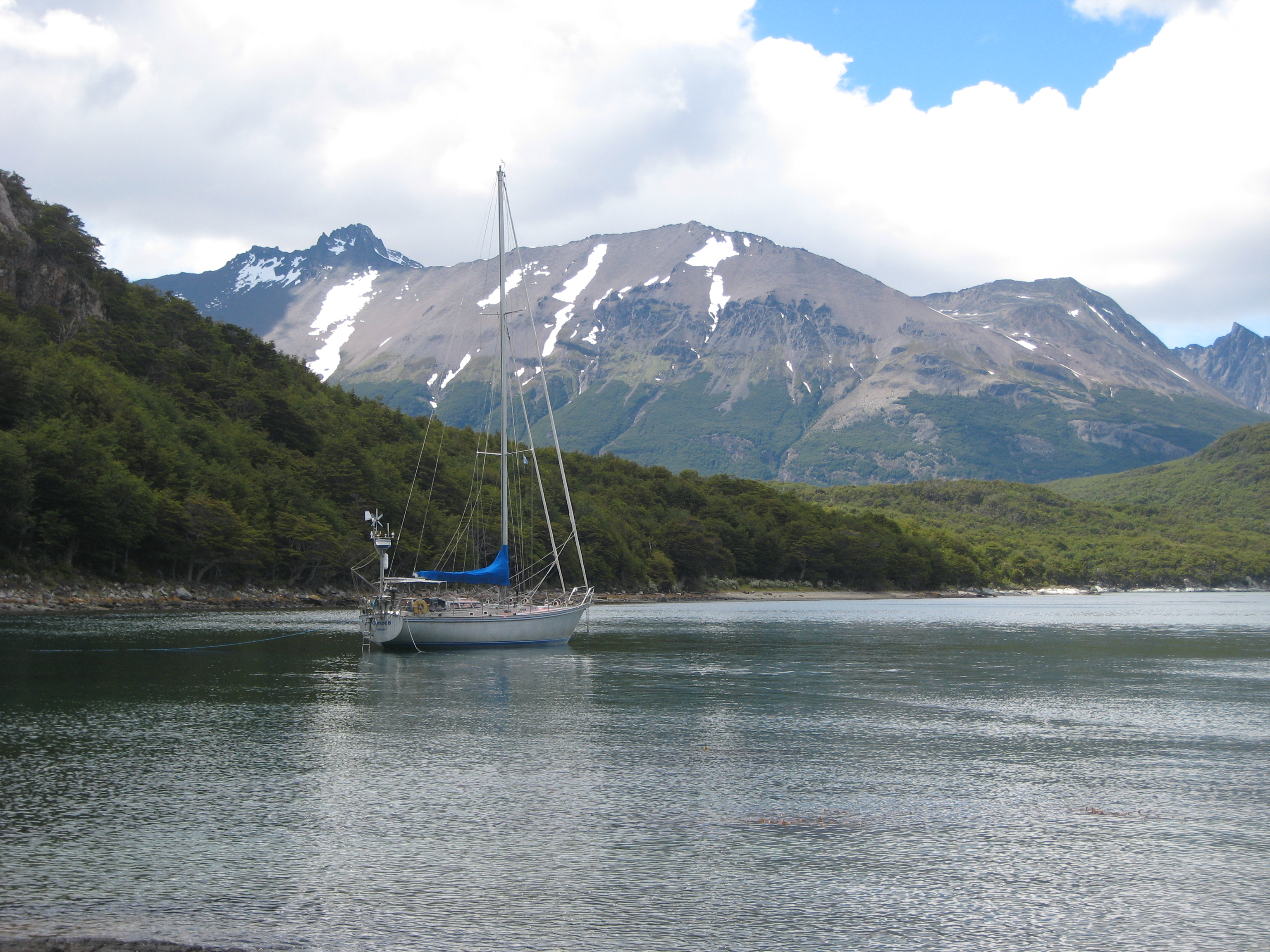
Del av kuststräckan längs Beaglekanalen.